# Autotensione
Le autotensioni sono tensioni che vengono provocate non da carichi ma da coazioni sia in strutture isostatiche sia in strutture iperstatiche.
Le autotensioni possono essere volute e non volute a seconda che la loro presenza risulti benefica o dannosa.
Tra le coazioni ci sono le variazioni termiche, il ritiro, la deformazione plastica, la saldatura, la raddrizzatura, la pretensione e la precompressione,  le distorsioni, i cedimenti vincolari.

## Tipologia di autotensioni
Le autotensioni si possono distinguere in due categorie:
- Autotensioni di I categoria: le forze esterne mancano totalmente, sia come carichi sia come reazioni di vincolo; per cui il corpo può essere libero oppure vincolato in modo isostatico (reazioni nulle in assenza dei carichi). Le autotensioni sono quindi provocate da costrizioni interne; come ad esempio nel caso di raffreddamento non uniforme di pezzi di fusione, nei quali le parti esterne, che si raffreddano prima, si solidificano, e non possono seguire senza reagire il successivo accorciamento delle parti interne ancora molli; per cui risulta in generale uno stato di compressione nelle prime e di trazione seconde. Autotensioni di questa specie nascono anche durante il fenomeno di ritiro del calcestruzzo dove la parte esterna, disidratandosi prima, si contrae e trova opposizione nella parte interna, ancora non soggetta a tale fenomeno; per cui risulta in generale uno stato di trazione nella prima (con possibile formazioni di fessure) e di compressione nella seconda.

Altre cause di autotensioni della prima categoria sono le variazioni termiche non uniformi.
Nei casi della prima categoria, mancando qualsiasi forza esterna (attiva o reattiva) le autotensioni devono farsi equilibrio tra loro, per cui la loro somma in ogni sezione è pari a zero.
- Autotensioni di II categoria (la DIN 1080 le chiama anche tensioni di coazione o coazioni): l'elemento strutturale è vincolato in modo iperstatico; per cui, pur mancando i carichi, qualunque coazione che tenda a far variare la posizione relativa dei punti vincolati, provoca l'insorgere di reazioni vincolari e queste determinano la formazione delle autotensioni. Le autotensioni possono essere provocate ad esempio da cedimenti o scorrimenti dei vincoli, da ritiro e da variazioni termiche anche uniformi. Le autotensioni della seconda categoria devono fare equilibrio alle reazioni dei vincoli e pertanto la loro somma in ogni sezione è diversa da zero.

Le due tipologie di autotensioni, nelle strutture iperstatiche possono verificarsi contemporaneamente.